# Fontana dell'Acqua Felice
La fontana dell'Acqua Felice, conosciuta anche come fontana del Mosè è la Mostra d'acqua dell'Acquedotto dell'Acqua Felice. Fu così chiamata in onore di papa Sisto V, al secolo Felice Peretti: intenzione del papa era di rifornire d'acqua i rioni sorgenti nei colli Viminale e Quirinale e in particolare la sua sontuosa e vastissima villa Montalto, che si estendeva su entrambi i colli.
A tale scopo fu ripristinato l'acquedotto Alessandrino, così detto dal nome dell'imperatore romano Alessandro Severo sotto il cui regno era stato costruito a partire dal 222, utilizzando l'acqua proveniente da sorgenti presenti nei "Prati dell'osteria" e alla Pantanella, non lontano da Palestrina.

## Storia
Il 28 maggio 1585, nello stesso mese della sua elevazione al pontificato, Sisto V acquistava da Marzio Colonna, per la somma di 25.000 scudi, i terreni ove scaturivano quelle acque. Il progetto di convogliamento delle acque fu affidato a Matteo Bortolani, di Città di Castello, "esperto architetto di quel tempo ed in tali affari versato", i cui errori di calcolo sulla pendenza delle condutture dell'acquedotto impedirono tuttavia il regolare efflusso dell'acqua: questa infatti "si faceva retrograda al suo disegno, tornando indietro".

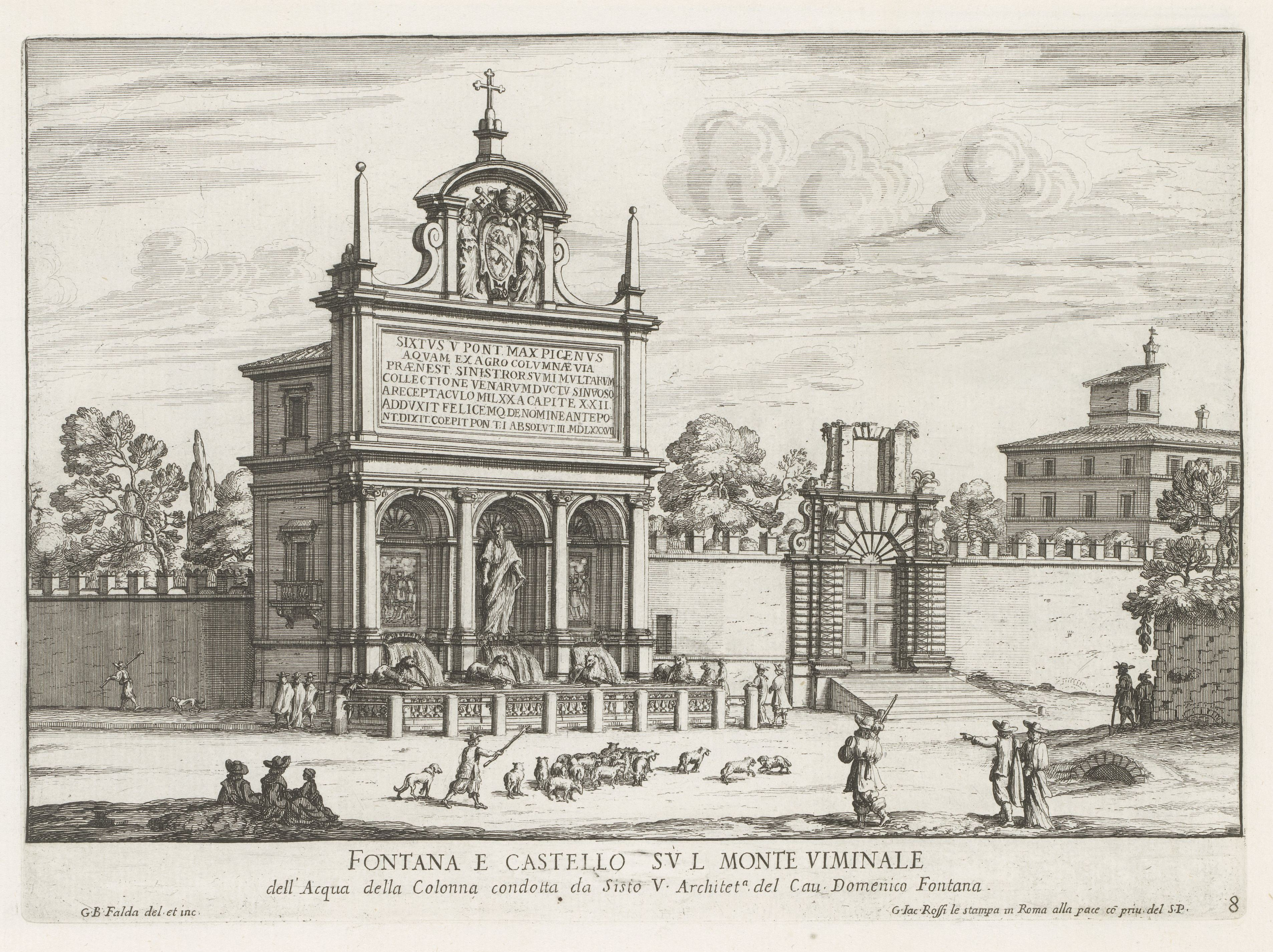
Fontana dell'Acqua Felice e castello sul Monte Viminale, Giovanni Battista Falda, seconda metà del Seicento

Dopo avere speso invano 100.000 scudi, il papa affidò allora il progetto all'architetto Giovanni Fontana, fratello del più noto Domenico. Scrisse il Fontana, in una sua relazione sui lavori, che fu "forzato a ricercar altre acque per quelli monti di maggior livello, facendo molte migliaia di tasti, sin tanto che in numero di 50 e più luoghi rinvenni la desiderata quantità d'acqua, altrimenti il detto Pontefice aveva buttato tutta la spesa", che assommerà alla fine a quasi 300.000 scudi.
Nell'agosto del 1586 Camilla Peretti portò all'augusto fratello la bottiglia con la prima acqua immessa nelle condotte la quale, analizzata dai farmacisti di Castel Sant'Angelo, fu trovata – forse con una qualche cortigianeria - la migliore delle acque potabili sgorganti in Roma. Nell'ottobre, le fontane della sua Villa Montalto, sul Viminale, zampillavano della nuova acqua e alla fine dell'anno l'acqua Felice raggiungeva il più alto dei colli romani, il Quirinale, cosicché si poterono iniziare i lavori per la fontana di Montecavallo, fra le due statue colossali dei fratelli Castore e Polluce, e per la fontana di Santa Susanna, nell'attuale piazza San Bernardo.
La fontana sorse presso la vigna di Orazio e Matteo Panzani a Termini (ovvero presso le terme di Diocleziano), a lato del monumentale portale bugnato della villa, forse opera di Jacopo Del Duca. Tra il portale e la fontana venne in seguito costruito un piccolo prospetto settecentesco; il portale venne smontato nel 1907 per la costruzione del Grand Hotel e venne ricomposto nel 1911 nell'aula VIII delle terme di Diocleziano, nel Museo nazionale romano.

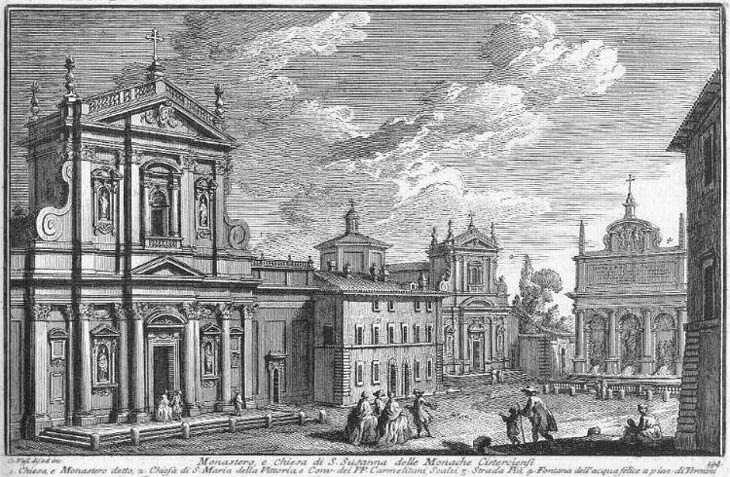
Monastero e Chiesa di Santa Susanna, Giuseppe Vasi, 1758

Qui, sebbene l'opera fosse ancora incompiuta, fu finalmente inaugurata il 15 giugno 1587 la mostra monumentale progettata dallo stesso Giovanni Fontana, a tre fornici chiusi (inizialmente vuoti) e scanditi da quattro colonne ioniche, due di marmo cipollino e due di breccia grigia, in corrispondenza di quattro leoni stilizzati all'egiziana che gettano acqua dalla bocca in tre vasche rettangolari adiacenti. Le colonne reggono l'architrave su cui posa l'attico sormontato da un'edicola contenente lo stemma papale sorretto da due angeli e affiancato da due piccoli obelischi (aggiunti due anni dopo l'inaugurazione). A protezione della vasche è una balaustra in travertino proveniente da un edificio eretto sotto il pontificato di Pio IV.
L'iscrizione posta sotto la grande cornice dell'attico recita:
IOANNES FONTANA ARCHITECTVS EX PAGO MILI AGRI NOVOCOMENSIS AQVAM FELICEM ADDVXIT
mentre l'iscrizione autocelebrativa del pontefice sull'enorme attico (la cui altezza, compresa l'edicola con lo stemma, è quasi la metà dell'intero monumento) attesta che
AQVAM EX AGRO COLVMNAE

VIA PRAENEST. SINISTRORSVM

MVLTAR. COLLECTIONE VENARVM

DVCTV SINVOSO A RECEPTACVLO

MIL. XX A CAPITE XXII ADDVXIT

FELICEMQ. DE NOMINE ANTE PONT. DIXIT»
Subito sotto un'altra iscrizione precisa che
Gran parte del travertino proviene dalle vicine terme di Diocleziano, “saccheggiate” per l'occasione. I leoni originali, due di porfido e due di marmo chiaro – recanti l'iscrizione del faraone Nectanebo I – provenivano dal Pantheon, dove furono ritrovati, insieme con altre ornamentazioni, negli scavi condotti durante il pontificato di papa Eugenio IV (1431-1439), e dall'ingresso centrale della basilica di San Giovanni in Laterano, dove sostenevano le colonne a fianco della porta. Trasferiti nei Musei Vaticani sotto papa Gregorio XVI (1831-1846) per sottrarli a possibili danneggiamenti, furono sostituiti da copie in marmo bardiglio eseguite dallo scultore Adamo Tadolini.

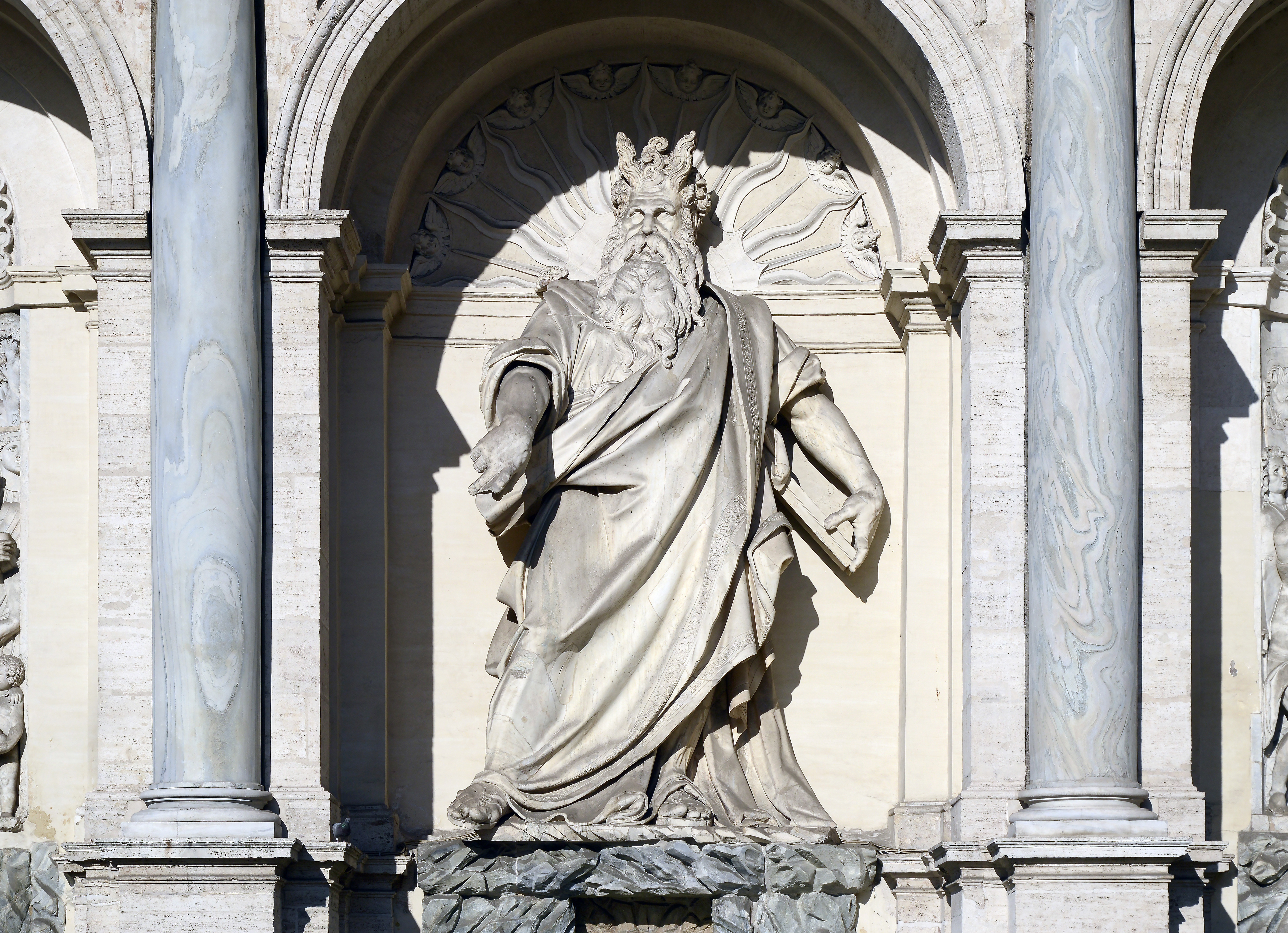
Il Mosè “ridicolo”

Nel nicchione centrale è raffigurato Mosè che indica le acque miracolosamente scaturite dalla roccia, opera di Leonardo Sormani, con la collaborazione di Prospero Antichi, detto il Bresciano, al quale fu a lungo attribuita l'esclusività dell'opera, con la falsa leggenda che, a causa della vergogna da lui provata per bruttezza della statua, si sarebbe suicidato. Oltre l'anacronismo della presenza delle Tavole della Legge, che Mosè non aveva ancora ricevuto all'epoca del miracolo delle acque, la statua, per quanto intenda rifarsi a modelli michelangioleschi, si presenta tozza ed enfatica, tanto da essere battezzata dai romani il "Mosè ridicolo" ed essere oggetto di pasquinate quali:
Guarda con occhio torvo
l'acqua che sgorga ai pié
pensando inorridito
al danno che a lui fe'
uno scultor stordito
o anche
È buona l'acqua fresca e la fontana è bella
Con quel mostro di sopra però non è più quella
O tu, Sisto, che tanto tieni alla tua parola
Il nuovo Michelangelo impicca per la gola
Nelle nicchie laterali sono due altorilievi, raffiguranti episodi biblici connessi con l'acqua: a sinistra l'Aronne guida il popolo ebreo all'acqua scaturita dal deserto, opera di Giovanni Battista Della Porta e a destra il Gedeone sceglie i soldati osservando il loro modo di bere di Flaminio Vacca e Pietro Paolo Olivieri, autori anche degli angeli che sorreggono lo stemma di Sisto V.
Fu la prima delle fontane romane appositamente costruite come mostre d'acqua, ma la sua imponenza non riscatta la disarmonia tra frontespizio e coronamento, la meschinità dei due piccoli obelischi e, naturalmente, l'infelice riuscita della statua del Mosè, che pure della fontana doveva essere il principale riferimento artistico, nonché dei due rilievi laterali. Non è improbabile che tra le cause della modesta qualità del monumento possa comprendersi anche una certa fretta che il papa abbia imposto al Fontana per la conclusione dell'opera. Una tale fretta potrebbe anche giustificare, tra l'altro, sia la confusione esistente già negli stessi documenti dell'epoca che definiscono il pannello della nicchia di destra anche come Giosuè che conduce gli Ebrei attraverso il Giordano, avvenimento ben diverso da quello che sembra effettivamente raffigurato, sia l'utilizzazione di una balaustra prelevata da un precedente monumento dell'epoca di papa Pio IV, senza neanche preoccuparsi di cancellarne o coprirne il nome.
La fontana è stata recentemente restaurata grazie al contributo della ditta Fendi: i lavori si sono conclusi il 26 novembre 2019.